# 道の駅こすげ
道の駅こすげ（みちのえき こすげ）は、山梨県北都留郡小菅村にある村道大久保4号の道の駅である。
道の駅入口の村道交差点には2017年1月17日に県内2例目となるラウンドアバウトが導入された。

## 施設
- 駐車場
  - 普通車93台
  - 大型車4台
  - 身障者用4台
- EV充電器
- トイレ
- レストラン
- 物産館
- ふれあい館

## 周辺
- 日帰り温泉「多摩源流 小菅の湯」
- アウトドアパーク「フォレストアドベンチャー・こすげ」
- 国道139号
- 小菅村役場
- 一般路線バス「小菅の湯」バス停（富士急バスは道の駅構内の専用スペースで折り返し・時間調整する）
  - 西東京バス：奥多摩駅行き
  - 富士急バス：大月駅行き
  - 富士急バス：上野原駅・松姫峠行き（季節運行）